# Clytocerus
Clytocerus és un gènere d'insectes dípters pertanyent a la família dels psicòdids que es troba a Europa (la Gran Bretanya, França -incloent-hi l'illa de Còrsega-, Suècia, els Països Baixos, Eslovàquia, Txèquia, Grècia, Bòsnia i Hercegovina, Noruega, Finlàndia, Letònia i Rússia -incloent-hi l'Extrem Orient Rus-) i Àfrica (l'arxipèlag de Madeira, Algèria, Nigèria, Uganda, Malawi, Tanzània, Kenya, Zimbàbue i Sud-àfrica).

## Taxonomia
- Clytocerus aegeicus (Vaillant, 1983)
- Clytocerus africanus (Tonnoir, 1920)
- Clytocerus balkanicus (Vaillant, 1983)
- Clytocerus carbonarius (Tonnoir, 1939)
- Clytocerus chyuluensis (Satchell, 1955)
- Clytocerus constrictus (Duckhouse, 1975)
- Clytocerus corniculatus (Duckhouse, 1975)
- Clytocerus crispus (Vaillant, 1983)
- Clytocerus dalii (Eaton, 1893)
- Clytocerus divaricatus (Duckhouse, 1975)
- Clytocerus duckhousei (Wagner & Andersen, 2007)
- Clytocerus excelsior (Duckhouse, 1987)
- Clytocerus fasciatus (Tonnoir, 1939)
- Clytocerus flavitarsis (Enderlein, 1937)
- Clytocerus grusinicus (Wagner, 1981)
- Clytocerus haeselbarthi (Wagner, 1989)
- Clytocerus huminensis (Krek, 1987)
- Clytocerus inequalis (Duckhouse, 1975)
- Clytocerus intermedius (Sarà, 1951)
- Clytocerus kabylicus (Wagner, 1987)
- Clytocerus longicorniculatus (Krek, 1987)
- Clytocerus ocellaris (Meigen, 1818)
- Clytocerus orientalis (Wagner, 1994)
- Clytocerus palliolatus (Duckhouse, 1975)
- Clytocerus pulvereus (Vaillant, 1983)
- Clytocerus rivosus (Tonnoir, 1919)
- Clytocerus saccai (Sarà, 1953)
- Clytocerus siculus (Sarà, 1953)
- Clytocerus splendidus (Jezek, 2007)
- Clytocerus tauricornis (Duckhouse, 1975)
- Clytocerus tetracorniculatus (Wagner, 1977)
- Clytocerus wollastoni (Satchell, 1955)
- Clytocerus xylophilus (Vaillant, 1983)
- Clytocerus zonzae (Wagner, 1993)
- Clytocerus zuluensis (Duckhouse, 1975)[16][15][17][18][19][20]